# Finlay Currie
Finlay Currie (Edimburgo, 20 de enero de 1878-Gerrards Cross, Buckinghamshire, 9 de mayo de 1968) fue un actor británico.

## Biografía
Finlay Currie nació el 20 de enero de 1878 en Edimburgo, Escocia.
En 1932 se produjo su debut en el cine británico con The Old Men y que marcaría durante muchos años su trayectoria en películas policiacas. Entre estas se podría destacar Catch as Catch, donde coincidiría con James Mason y Margaret Rutherford. Por aquellos años, realizó algunas incursiones en el género bélico como The Day Will Dawn (1942), en claro apoyo a la lucha del Reino Unido contra Alemania.
En 1946 David Lean le escogió para el papel de Abel Magwitch, debido a su físico fuerte y rudo en Great Expectations, adaptación de Charles Dickens. En ella Currie caracterizaba a un ladrón fugado que recibía alimento de un niño pequeño que no pudo evitar su encarcelamiento. Pero al que recompensó durante años sufragándole la educación de un caballero, quien de nuevo le ayudaría —sin éxito— a evadirse de la Justicia. Gracias a este filme, recompensado con varias candidaturas a los Óscar, el actor pudo pasar del cine nacional a la industria norteamericana.
Instalado en ella, en 1950, Byron Haskin le encomendó el papel del capitán Billy Bones en La isla del tesoro. Su interpretación de un viejo pirata alcoholizado que guarda escondido el mapa del tesoro de Flynt y finalmente fallece a consecuencia de un shock ante la posibilidad de enfrentarse a su enemigo John Silver, el Largo (Robert Newton), supuso un paso más en su carrera hacia la fama. Esta finalmente llegaría con Quo Vadis?, donde dio vida a un san Pedro que infundiría ánimos a sus amigos cristianos en la arena del Coliseo para evitar que Jesús resucitase para «volver a ser crucificado». Y que finalmente hallaría la muerte en la cruz. El talante del personaje hizo asociar el rostro de Currie al de un anciano de carácter humanista, afable y valiente a la vez.
El éxito de la película le hizo fichar para la Metro Goldwyn Mayer, bajo la cual rodó varios títulos donde interpretaba a personajes de características semejantes. Entre ellos figura Ivanhoe, donde encarnó a Cedric, un hombre que, luchando a favor del regreso del rey Ricardo Corazón de León, termina reconciliándose con su hijo, interpretado por Robert Taylor, el mismo actor al que había «casado» con Deborah Kerr en Quo Vadis? Y que en esta ocasión brindaba todo su apoyo a su primogénito cuando se enfrentaba al noble sir Brian de Bois-Gilbert (George Sanders) por el amor de una judía llamada Rebecca (Elizabeth Taylor).
A este título le siguieron Rob Roy y La vuelta al mundo en ochenta días, donde interpretó a un jugador de cartas que apuesta una considerable suma de dinero con Phileas Fogg (David Niven) si es capaz de recorrer el planeta en dos meses y medio. Para el personaje de Currie, su «dinero está tan seguro como si estuviese guardado en el Banco de Inglaterra... recientemente robado».
En 1956 estrenó en Broadway Too Late the Phalarope.
En 1957, tras una pequeña intervención en La cabaña, Finlay Currie inició su colaboración con Otto Preminger en Saint Joan. Acto seguido, se puso las ropas del rey Baltasar en Ben-Hur, una de las películas más oscarizadas de la historia. Al final del rodaje, el actor enviudó de Maude Eburtney.
Al año siguiente, ejecutó pequeños papeles en Secuestrado, de nuevo según una novela de Robert Louis Stevenson, y en Las aventuras de Huckleberry Finn donde interpretó al capitán de un barco en el que viajaba el héroe ideado por Mark Twain.
A lo largo de los años sesenta, figuraría en los repartos de películas como Después del funeral —donde era asesinado en la primera escena—, La caída del imperio romano —en la que encarnó a un senador que abogaba por la paz romana—, o El rapto de Bucky Lane, su segundo trabajo bajo las órdenes de Preminger.
Finlay Currie finalizó su dilatada carrera con algunos papeles en telefilmes como Brigadoon y Los miserables. El 9 de mayo de 1968, a los 90 años, lo sorprendió la muerte en Buckinghamshire.

## Filmografía
- Old Men (1932)
- Catch as Catch (1922)
- The Day Will Dawn (1942)
- I Know Where I'm Going! (1945)
- Cadenas rotas (1946)
- Edward, My Son (1949)
- La isla del tesoro (1950)
- Quo Vadis? (1951)
- Ivanhoe (1952)
- El tesoro del Cóndor de Oro (1953)
- La vuelta al mundo en ochenta días (1956)
- Saint Joan (1957)
- La cabaña (1957)
- La sombra de la guillotina (1958)
- Ben-Hur (1959)
- Salomón y la reina de Saba (1959)
- Secuestrado (1960)
- Las aventuras de Huckleberry Finn (1960)
- Francisco de Asís (1961)
- Cleopatra (1963)
- La caída del Imperio romano (1964)
- El rapto de Bunny Lake (1965)

## Teatro
- Too Late the Phalarope (1956)